# Mijlpaal van Monster

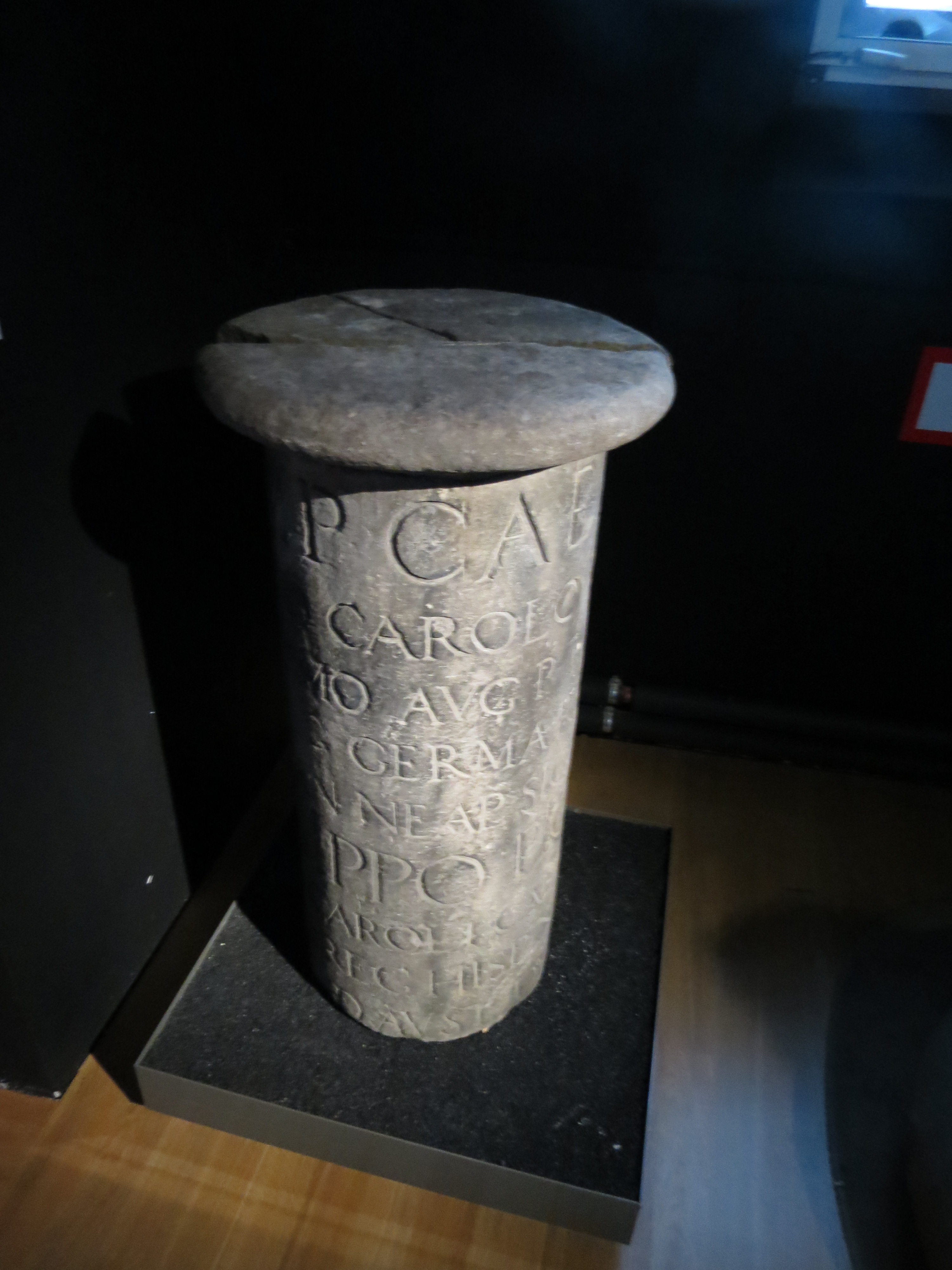
De 16e-eeuwse "mijlpaal" van Persijn. Collectie RMO Leiden

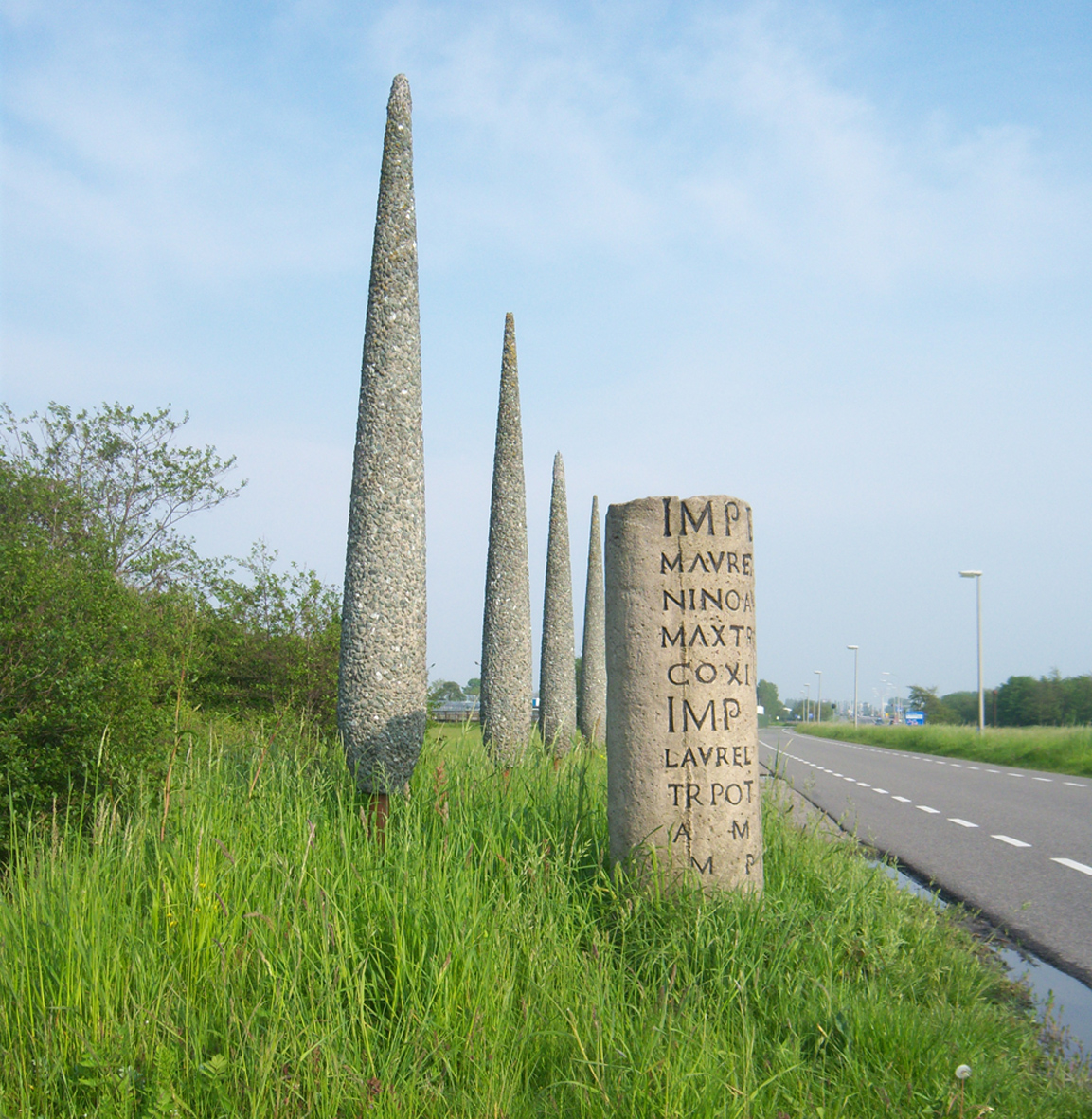
Replica in Valkenburg ZH

De Mijlpaal van Monster is een mijlpaal uit de Romeinse tijd, die aan het einde van de vijftiende eeuw in Naaldwijk (ambt Monster) werd gevonden.

## Vondst
Rond 1490 werd de mijlpaal gevonden door monniken van de abdij van Sion uit Rijswijk, die een stuk grond in het Westland cultiveerden. De exacte vindplaats is niet meer bekend. De oudste vermelding van de vondst is van de Utrechtse kroniekschrijver Wilhelmus Heda uit 1521 en meldt Naaldwijk als vindplaats, Hadrianus Junius noemt rond 1570 Monster waar Naaldwijk toen onder viel. De eerste jaren werd de mijlpaal bewaard in het klooster, tot de monniken hem tussen 1545 en 1555 ruilden met de rijke zakenman Hippolytus Persijn die hem op zijn landhuis tussen Den Haag en Wassenaar opstelde. De monniken kregen een marmeren kopie, die rond 1720 nog werd teruggevonden. Nadat het landhuis van Persijn in 1780 werd afgebroken, verhuisde de mijlpaal naar het Huis Baak bij Zutphen. Baron van der Heyden die het landgoed bewoonde, schonk hem in 1838 aan het Rijksmuseum van Oudheden in Leiden, waar de "Mijlpaal van Monster" sindsdien staat tentoongesteld.

## De mijlpaal
Het was een normaal Romeins gebruik om langs de hoofdwegen om de mijl een paal te plaatsen die zowel de afstand naar de dichtstbijzijnde stad aangaf, als de keizer eerde tijdens wiens regering de weg gemaakt of gerepareerd was. De keizer werd geëerd in een lange inscriptie met vermelding van al zijn eretitels. Aan de hand van de functies die een keizer in een bepaald jaar bekleedde, kan een inscriptie gedateerd worden.
De Mijlpaal van Monster is in 162 n. Chr. geplaatst, tijdens de gezamenlijke regering van de keizers Marcus Aurelius en Lucius Verus. De paal stond waarschijnlijk aan een Romeinse weg die van de kust bij Naaldwijk naar de stad Forum Hadriani liep. De exacte locatie is onbekend, de vondst van vier mijlpalen op hun oorspronkelijke plaats in het Wateringse Veld in Den Haag waar een mijlpaal uit 162 ontbreekt, maakt het waarschijnlijk dat de mijlpaal van Monster niet aan dezelfde weg heeft gestaan. De 2,05 meter hoge mijlpaal is gemaakt van zandsteen en is redelijk intact gebleven. Ondanks beschadigingen aan de inscriptie is deze nog goed leesbaar. Omdat de letters niet op de standaard Romeinse wijze zijn uitgehakt en er enkele fouten in voorkomen, werd lange tijd aangenomen dat deze inscriptie een vervalsing was. Een Romeinse mijlpaal die in 1769 bij Remagen in Duitsland werd gevonden bevatte echter een vrijwel identieke tekst, waarmee het bewijs van echtheid van de Monsterse paal geleverd was. Waarschijnlijk is na de opgraving een poging gedaan om de tekst te verduidelijken, waarbij de fouten zijn ontstaan.
De tekst van de inscriptie is:
IMP(eratori) CAES(ari)/ M(arco) AVREL(io) ANTO/NINO AVG(usto) PONT(ifici)/ MAX(imo) TR(ibunicia) POT(estate) XVI/ CO(n)S(uli) I[I]I ET/ IMP(eratori) [C]AES(ari)/ L(ucio) AVREL(io) [VE]RO AVG(usto)/ TR(ibunicia) POT(estate) [II] CO(n)S(uli) II/ A M[---] A E C/ M(ilia) P(assuum) XII (VII?)
Met als vertaling:
Aan keizer Marcus Aurelius Antoninus, opperbevelhebber, opperpriester, voor de zestiende maal volkstribuun, voor de derde maal consul, en aan keizer Lucius Aurelius Verus, opperbevelhebber, voor de tweede maal volkstribuun, voor de tweede maal consul. Vanaf Municipium Aelium Cananefatium twaalf (zeven?) mijlen.
De laatste zin meldt de afstand tot Municipium Aelium Cananefatium, de officiële naam voor Forum Hadriani. Zeven Romeinse mijl is ongeveer elf kilometer en dat komt overeen met de afstand van de vermoedelijke vindplaats van de mijlpaal tot aan park Arentsburgh in Voorburg, waar de resten van Forum Hadriani liggen.

## Inspiratie
De mijlpaal inspireerde Persijn tot het geven van een opdracht aan een beeldhouwer om een eigentijdse versie van een mijlpaal te maken gewijd aan keizer Karel V en Filips II. Deze werd tussen 1555 en 1558 gemaakt, en staat tegenwoordig in het museum van Oudheden in Leiden. In Valkenburg aan de Rijn is bij de reconstructie van de Romeinse limesweg bij de Ingenieur G. Tjalmaweg (N206) een replica van de mijlpaal van Monster geplaatst.